# 유승옥
유승옥(1990년 6월 21일~)은 대한민국의 모델이다.
2013년 미스코리아 대회에서 특별상을 수상한 후, 2014년 11월 미국 라스베이거스에서 열린 머슬마니아 세계대회에서 아시아계 최초로 TOP5에 입상하였다. 2017년 광고모델의 수익 일부와 영화 출연료의 전액을 아프리카 남수단의 '유승옥 유치원'에 기부하였다.

## 학력
- 2009 ~ 2013 국립공주대학교

## 출연 작품

### 영화
- 2017년 《조작된 도시》 ... 은폐 (게임 캐릭터) 역
- 2017년 《미스 푸줏간》 ... 헬스타임 MC 역
- 2018년 《챔피언》 ... 셀럽들 역 (특별출연)

### 드라마
- 2014년 SBS 플러스 《도도하라》[3]
- 2015년 MBC 《압구정 백야》 ... 유레카 역
- 2015년 MBC 《여왕의 꽃》 ... 요가 강사 역
- 2015년 SBS Plus 웹드라마 《소녀연애사》
- 2015년 O'live 《유미의 방》 (특별출연)
- 2015년 QTV 《영웅들》

### 방송
- 2015년 SBS 놀라운 대회 스타킹
- 2015년 MBC 에브리원 천생연분 리턴즈
- 2015년 KBS 해피투게더
- 2015년 온스타일 더 바디쇼
- 2015년 채널A TV 주치의 닥터 지바고
- 2015년 SBS 정글의 법칙
- 2015년 김제동의 톡투유 - 걱정 말아요! 그대
- 2016년 K STAR 생방송 스타 뉴스 - 은밀한 뉴스룸
- 2017년 tvN 소사이어티 게임 시즌 2
- 2018년 SBS 런닝맨

### 뮤직 비디오
- 2015년 니엘 - 못된여자

## 경력
- 2013년 서울모터쇼 도요타 Venza 모델
- 2013년 뷰티인 서울 화장품 모델
- 2013년 아이주이 뮤직비디오
- 2014년 정다연 피규어로빅스 출연
- 2014년 코오롱 Run for your dream Main 모델
- 2014년 머슬마니아 한국대표 선발전 모델부문 2위
- 2014년 피트니스 아메리카 위크엔드 모델 여자 커머셜 부문 5위

## 수상
- 2013년 미스코리아 충북 특별상

## 같이 보기
- 레이 양